# Zao (Franse band)

Logo

Zao is een Franse groep die vaak onder het zeuhl-genre ondergebracht wordt.
De groep werd in het begin van de jaren zeventig opgericht door Yock'o "Jeff" Seffer en François "Faton" Cahen, die beide lid waren geweest van Magma tijdens de eerste periode van deze band.
In het begin was Zao een vroege zijtak van de Zeuhl-stroming die door Magma werd gedefinieerd. Hun muziek leunde er dicht tegen aan, maar was meestal lichter, vreemder, met naast Zeuhl ook meer verwijzingen naar de jazz, hedendaagse muziek en Hongaarse folk (Yock'o was uit Hongarije afkomstig), en leek niet op de bezwerende kracht van de muziek die Magma toen bracht.
Op het eerste album, Z=7L uit 1973 werden de complexe melodische lagen verrijkt met de sierlijke stem van Mauricia Platon met Kobaïaanse accenten; zij verscheen echter niet meer op de opvolger Osiris uit 1975. De muziek van Zao wijkt uiteindelijk wat af van z'n Zeuhl-oorsprong, en gaat meer naar jazzrock en fusion toe. In hetzelfde jaar verschijnt ook Shekina, waarop een strijkkwartet aanwezig was, een jaar later verscheen Kawana. Daarna verliet Seffer de groep, waarop nog het album Typareth werd opgenomen, maar de band hield het vervolgens voor gezien. In de jaren negentig kwam de groep weer bij elkaar, en in 1994 verscheen het album Akhenaton.